# Reichenbach (Aich)
Der Reichenbach ist ein fast 10 km langer, linker und insgesamt nördlicher Zufluss der Aich. Er durchfließt oder begrenzt auf seinem Lauf die Landkreise Böblingen und Esslingen im mittleren Baden-Württemberg.

## Geographie

### Verlauf
Der Reichenbach entsteht auf etwa 409 m ü. NHN durch den Zusammenfluss von Schmellbach und Mahdenbach südlich des Sindelfinger Spitzes. Der etwa 2,6 km lange Schmellbach entsteht bei Stuttgart-Rohr und fließt dem Reichenbach von Norden zu, der etwa 3,3 km lange Mahdenbach entsteht im Waldgebiet Beckenhäule östlich von Böblingen und fließt dem Reichenbach von Westen zu.
Von dort fließt der Reichenbach in überwiegend südlicher Richtung durch die oder am Rand der Gebiete der Kommunen Böblingen, Leinfelden-Echterdingen, Steinenbronn, Filderstadt und Waldenbuch. Südlich der Burkhardtsmühle auf dem Stadtgebiet von Waldenbuch mündet er auf 328,5 m ü. NHN von links und zuletzt Norden in die Aich.
Am Ende seines 9,9 km langen Weges mit mittlerem Sohlgefälle von 8,1 ‰ mündet er etwa 80 Höhenmeter unterhalb seines Ursprungs.
Die Schaich durchfließt in überwiegend östlicher Richtung den Naturraum Nördlicher Schönbuch, ein bergiges Waldgebiet des süddeutschen Keuperberglandes. Sein Ursprung liegt in den Glemswald-Randhöhen.
Das Reichenbachtal ist landläufig wegen der hohen Anzahl an Wassermühlen als Siebenmühlental bekannt.

### Einzugsgebiet
Der Reichenbach entwässert ein ca. 26,5 km² großes Gebiet am Rande des Naturraums Schönbuch und Glemswald. Sein höchster Punkt liegt im Norden auf ca. 531 m ü. NHN am Wasserhochbehälter am Ortsrand von Stuttgart-Rohr.

### Zuflüsse und Seen
Liste der Zuflüsse und  Seen vom Ursprung zur Mündung. Gewässerlänge, Seefläche, Einzugsgebiet und Höhe nach den entsprechenden Layern auf der Onlinekarte der LUBW. Andere Quellen für die Angaben sind vermerkt.
Ursprung des Reichenbachs auf 408,9 m ü. NHN am Zusammenfluss seiner beiden Oberläufe westlich des Dorfes Musberg von Leinfelden-Echterdingen.
- Schmellbach, linker Hauptstrang-Oberlauf von Nordwesten, 3,3 km und 3,1 km². Entsteht auf etwa 490 m ü. NHN im Sindelfinger Waldgewann Eichgern nahe der A 8 wenig außerhalb des südlichen Gemarkungsrandes von Stuttgart-Rohr.
- Mahdenbach, rechter Nebenstrang-Oberlauf von Westsüdwesten, 3,4 km und 4,3 km². Entsteht auf etwa 488 m ü. NHN am Rand einer Lichtung im Böblinger Beckenhäule.
- Weilerwaldgraben, von links und insgesamt Westnordwesten auf unter 390 m ü. NHN am Wohnplatz Mäulesmühle von Leinfelden-Echterdingen, 2,3 km und 1,9 km². Entsteht auf etwa 490 m ü. NHN zwischen Leinfelden-Oberaichen und Musberg als zunächst östlich laufender Feldweggraben.
- Eschbach, von rechts und Westen auf etwa 385 m ü. NHN vor der Kläranlage von Musberg, 2,4 km und 2,1 km². Entsteht auf etwa 470 m ü. NHN etwas östlich unterhalb der Häuslesplatteneiche auf dem Hohenwart.
  - Besenfeldgraben, von links und Westnordwesten auf 398,8 m ü. NHN[LUBW 1] im Wald ca. 0,6 km westlich der Mäulesmühle, 0,7 km und ca. 0,8 km².[LUBW 7] Entsteht auf etwa 424 m ü. NHN wenig südlich der Musberger Tennishalle auf dem Hauberg.
- Kesselbach, von rechts und Südwesten auf etwa 391 m ü. NHN gleich nach der Seebruckenmühle von Leinfelden, 0,8 km und 0,4 km². Entsteht auf etwa 450 m ü. NHN am Hang des Kessels nördlich von Steinenbronn im Wald.
- Passiert auf etwa 368 m ü. NHN zwei Teiche rechts am Lauf unmittelbar vor der Schlösslesmühle von Leinfelden, zusammen 0,3 ha.
- Sahebach, von links und Nordosten auf etwa 350 m ü. NHN am Wohnplatz Walzenmühle, von Leinfelden-Echterdingen-Stetten auf den Fildern, 1,3 km und 0,5 km². Entsteht auf etwa 466 m ü. NHN am westlichen Siedlungsrand von Stetten und passiert noch in der Flur die Quelle Solbrunnen.
- Gräbleswiesenbach, von links und Nordosten auf etwa 354 m ü. NHN zwischen der Walzenmühle und der Kochenmühle von Stetten, 1,2 km und 0,7 km². Entsteht auf etwa 455 m ü. NHN am Wanderheim südlich von Stetten.
- Ramsklingenbach, von links und insgesamt Osten auf etwa 349 m ü. NHN kurz nach der Kochenmühle, 1,9 km und ca. 2,0 km².[LUBW 7] Entsteht auf etwa 450 m ü. NHN westlich der Sportplätze von Plattenhardt im Waldgewann Tetschleren. Auf langer Strecke unbeständiger oder unterirdischer Durchfluss.
  - (Abfluss des Bärensees), von links und Osten auf etwa 355 m ü. NHN an der unteren Hangwaldgrenze, ca. 0,9 km[LUBW 8] und über 0,2 km².[LUBW 7] Entsteht auf etwa 437 m ü. NHN im Waldgewann Ramsklinge.
    -  Speist auf 415 m ü. NHN im Waldgewann Dornwald den Bärensee, 1,2 ha.

Mündung des Reichenbachs auf 328,5 m ü. NHN von links in die Aich an den Burkhardtsmühle. Der Reichenbach ist ab dem Zusammenfluss seiner Oberläufe 9,9 km lang, zusammen mit seinem linken Oberlauf Schmellbach oder seinem rechten Oberlauf Mahdenbach jeweils 13,3 km und er hat ein 26,5 km² großes Einzugsgebiet.

## Schutzgebiete
Der Reichenbach fließt im Abschnitt zwischen Seebruckenmühle und Burkhardtsmühle durch das Naturschutzgebiet Siebenmühlental. Das Reichenbachtal liegt zudem im Landschaftsschutzgebiet Glemswald und im FFH-Gebiet Glemswald und Stuttgarter Bucht. Zudem durchfließen oder passieren der Bach und seine Quellflüsse zahlreiche flächenhafte Naturdenkmale.

### LUBW
Amtliche Online-Gewässerkarte mit passendem Ausschnitt und den hier benutzten Layern: Lauf und Einzugsgebiet des Reichenbachs

Allgemeiner Einstieg ohne Voreinstellungen und Layer: Daten- und Kartendienst der Landesanstalt für Umwelt Baden-Württemberg (LUBW) (Hinweise)
1. 1 2 3 4 5  Höhe nach grauer Beschriftung auf dem Hintergrundlayer Topographische Karte.
2. 1 2 3 4  Länge nach dem Layer Gewässernetz (AWGN).
3. 1 2  Einzugsgebiet aufsummiert aus den Teileinzugsgebieten nach dem Layer Basiseinzugsgebiet (AWGN).
4. ↑  Seefläche nach dem Layer Stehende Gewässer.
5. ↑  Einzugsgebiet nach dem Layer Basiseinzugsgebiet (AWGN).
6. ↑  Höhe nach dem Höhenlinienbild auf dem Hintergrundlayer Topographische Karte.
7. 1 2 3  Einzugsgebiet abgemessen auf dem Hintergrundlayer Topographische Karte.
8. ↑  Länge abgemessen auf dem Hintergrundlayer Topographische Karte.
9. ↑  Schutzgebiete nach den einschlägigen Layern, Natur teilweise nach dem Layer Geschützte Biotope.

### Andere Belege
1. ↑  Abfluss-BW - Daten und Karten
2. ↑  Friedrich Huttenlocher, Hansjörg Dongus: Geographische Landesaufnahme: Die naturräumlichen Einheiten auf Blatt 170 Stuttgart. Bundesanstalt für Landeskunde, Bad Godesberg 1949, überarbeitet 1967. → Online-Karte (PDF; 4,0 MB)